# Mercury City Tower
Mercury City Tower (russisk: Меркурий Сити Тауэр) er en 338,8 meter høj skyskraber i Moskva og en af de højeste bygninger i Europa. Skyskraberen er let at genkende grundet dens gyldne facade.
55°45′02″N 37°32′22″Ø / 55.7506°N 37.5394°Ø